# سونیا کئو
گوو شیانی (پین‌یین: Guō Xiànnī) معروف به سونیا کواک (انگلیسی: Sonija Kwokim  Sin-nei و چینی: 郭羨妮؛ زادهٔ ۲۲ ژوئیه ۱۹۷۴) یک هنرپیشه هنگ کنگی‌ ساکن کانادا است.